# Richsa Česká
Richsa (Richenza) Česká (1165? – 19. dubna 1182) byla česká princezna.

## Život

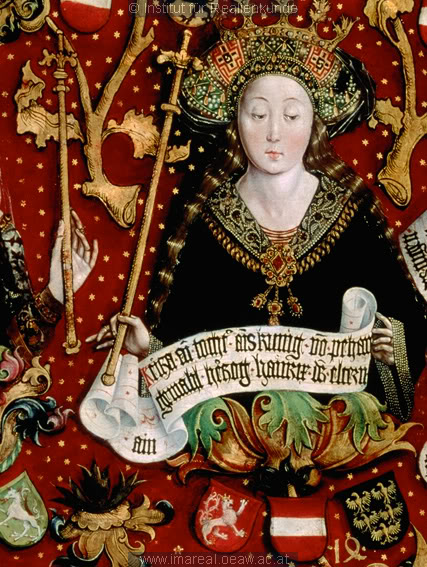
Richsa na obraze rodu Babenbergů od neznámého autora

Narodila se jako nejmladší dcera českého knížete a krále Vladislava II. a jeho druhé manželky Judity Durynské.
Richsu její nevlastní bratr, kníže Bedřich, ve dvanácti letech v roce 1179 (dle starších údajů v roce 1177) v Chebu provdal za devatenáctiletého Jindřicha z Mödlingu (1158–1223)., bratra rakouského vévody Leopolda V.
Oba Babenberkové byli Bedřichovými bratranci – jeho matka Gertruda byla sestrou jejich otce Jindřicha II. Německý historik Tobias Weller tvrdí, že Bedřich si tímto sňatkem chtěl zajistit spojenectví svých rakouských příbuzných v budoucích střetech se Soběslavem II.
Richsa pět let po svatbě manželovi porodila syna Jindřicha, ale krátce na to, 19. dubna 1182, v sedmnácti letech zemřela. Byla pohřbena v klášteře Heiligenkreuz. Její muž se podruhé neoženil a zemřel v roce 1223.